# Пьедрас-Колорадас
Пьедрас-Колорадас (исп. Piedras Coloradas) — населённый пункт в западной части Уругвая, в департаменте Пайсанду.

## География
Расположен примерно в 45 км к востоку от административного центра департамента, города Пайсанду. Абсолютная высота — 71 метр над уровнем моря.

## Население
Население Пьедрас-Колорадас по данным на 2011 год составляет 1094 человека.
| Год  | Население |
| ---- | --------- |
| 1963 | 422       |
| 1975 | 486       |
| 1985 | 752       |
| 1996 | 1104      |
| 2004 | 1113      |
| 2011 | 1094      |

Источник: Instituto Nacional de Estadística de Uruguay